# Phrynobatrachus bibita
Phrynobatrachus bibita é uma espécie de rã descoberta em 2018 na Etiópia, na montanha Bibita.

## Descrição
A espécie tem cor dourada e pernas e dedos longos; as fêmeas medem cerca de 20 milímetros e os machos 17 milímetros.